# Rui Campos
Rui Campos (São Paulo, Brasil, 2 de agosto de 1922-ibídem, 2 de enero de 2002), o simplemente Rui, fue un futbolista brasileño que jugaba como defensa o centrocampista.

## Selección nacional
Fue internacional con la selección de fútbol de Brasil en 30 ocasiones y convirtió 2 goles. Formó parte de la selección subcampeona de la Copa del Mundo de 1950.

### Participaciones en Copas del Mundo
| Mundial                        | Sede   | Resultado  | Partidos | Goles |
| ------------------------------ | ------ | ---------- | -------- | ----- |
| Copa Mundial de Fútbol de 1950 | Brasil | Subcampeón | 1        | 0     |

### Participaciones en Copas América
| Copa                         | Sede      | Resultado  |
| ---------------------------- | --------- | ---------- |
| Campeonato Sudamericano 1945 | Chile     | Subcampeón |
| Campeonato Sudamericano 1946 | Argentina | Subcampeón |
| Campeonato Sudamericano 1949 | Brasil    | Campeón    |

## Clubes
| Club       | País   | Año       |
| ---------- | ------ | --------- |
| Bonsucesso | Brasil | 1941-1943 |
| Fluminense | Brasil | 1943-1944 |
| São Paulo  | Brasil | 1944-1953 |
| Bangu      | Brasil | 1953      |
| Palmeiras  | Brasil | 1953-1954 |

## Palmarés

### Campeonatos regionales
| Título              | Club      | País   | Año  |
| ------------------- | --------- | ------ | ---- |
| Campeonato Paulista | São Paulo | Brasil | 1945 |
| Campeonato Paulista | São Paulo | Brasil | 1946 |
| Campeonato Paulista | São Paulo | Brasil | 1948 |
| Campeonato Paulista | São Paulo | Brasil | 1949 |

### Copas internacionales
| Título                  | Selección | Sede   | Año  |
| ----------------------- | --------- | ------ | ---- |
| Campeonato Sudamericano | Brasil    | Brasil | 1949 |